# 市浦健
市浦 健（いちうら けん、1904年1月24日 - 1981年11月3日）は、日本の建築家。

## 経歴
1928年、東京帝国大学工学部建築学科卒業後大学院に籍をおいて、東京女子高等師範学校（のちの新制お茶の水女子大学）で住居の講義担当を経て、実地としていくつかの個人住宅を設計のかたわら日本大学に赴任し専門部の教授。1932年には川喜田煉七郎開設の新建築工芸学院でも教鞭をとる。1936年から1941年まで、厚生省体力局嘱託、同保険局技師として勤務。
1937年に「建築生産の合理化について」を発表。1941年住宅営団に入り、 研究部企画課長などを歴任。1945年からは、戦災復興院技師。住宅建築にかかわる。
1948年から51年まで鹿島建設にて取締役、企画第三部長、沖縄支店や名古屋支店長を歴任。
1952年、住宅分野を専門とする計画・設計組織、市浦ハウジング&プランニングの前身、株式会社市浦建築設計事務所を創設。以来50年余一貫して、共同住宅の計画・設計をはじめ、団地・ニュータウン計画や、既成市街地の居住環境構築に貢献した。1961年には株式会社都市開発コンサルタントを設立。
1962年、工学博士の学位を授与。1967年、都市計画コンサルタント協議会初代会長。1968年、市浦建築設計事務所と都市開発コンサルタントを合併して株式会社市浦都市開発建築コンサルタンツを設立。
1970年、日本建築家協会会長就任。1973年、財団法人住宅部品開発センター（現ベターリビング）初代理事長就任。1979年、都市計画コンサルタント協会会長を務めた。
トロッケン・バウ（乾式構法）パネル式木造組立住宅、プレファブ住宅を土浦亀城、蔵田周忠らと乾式住宅として開発研究。またY字形のスターハウスを考案、製作し1956年以降は、スターハウスの高層化を構想する。名古屋の千種台、東京赤羽の桐ヶ丘、また千里ニュータウン、多摩ニュータウンなどのニュータウン開発にも尽力。
おもな作品に、阿部邸、三井信託銀行大阪御堂筋支店、京都大谷大学図書館、霞友会館、旧日本住宅公団本社庁舎、公団万世橋アパート、日光龍頭山の家、東京都営桐ヶ丘アパートE街区とW街区、などがある。
著書に、高等平面立体図学 (1948年、船越義房と共著）、明日の日本住宅、最新建築造園大観（吉田書店）住宅の平面計画（相模書房）、建築学大系 37 建築学史 建築実務 （村松貞次郎と共著） など。